# Феодора (дружина Романа I)
Феодора (*Θεοδώρα, д/н —20 лютого 922) — візантійська імператриця.

## Життєпис
Походження Феодори достеменно невідоме. Втім напевне походила зі знаті, сприявши чоловікові Роману Лакапіну (шлюб відбувся наприкінці 880-х років) у кар'єрі, втім висловлюється версія, що Феодора була другою дружиною Романа. Лакапін у 910-х роках досяг посади друнгарія флоту.
У 919 році після фактично захоплення влади чоловіком статус Феодори підвищився. У 920 році Лакапін став старшим імператором. У грудні 920 або у січні 921 року Феодора отримала титул Августи. Втім раптово померла вже у 922 році.

## Родина
Чоловік — Роман I Лакапін, візантійський імператор
Діти:
- Христофор (890/900 —931), співімператор
- Стефан (бл. 910—963), співімператор
- Олена (910—961), візантійська імператриця
- Костянтин (бл. 912 — між 946 та 948), співімператор
- Феофілакт (917—956), патріарх Константинопольский
- Агата, дружина Романа Аргира, патрикія